# José Ángel Alonso Martín
José Ángel Alonso Martín, conegut simplement com a José Ángel (Salamanca, 2 de març de 1989) és un futbolista castellanolleonès que juga com a defensa central pel club de la Hong Kong Premier League Lee Man.

## Trajectòria esportiva
José Ángel es va formar al planter de la UD Salamanca i va debutar amb el filial la temporada 2008–09 a la tercera divisió. L'estiu de 2010 va ascendir al primer equip, a la segona divisió.
El 3 d'octubre de 2010 José Ángel va jugar el seu primer partit com a professional, entrant com a suplent en una victòria a fora per 1–0 contra el Vila-real CF B. Va acabar jugant vuit partits durant la temporada, i el Salamanca va descendir a segona B.
El 20 de juliol de 2013 José Ángel va fitxar per l'Elx CF, per jugar amb l'el filial a Segona B, després de la dissolució de la UD Salamanca. Després de jugar regularment amb l'equip B, fou ascendit definitivament al primer equip el 27 de juliol de l'any següent, i va signar un nou contracte per tres anys el 21 d'agost.
José Ángel va debutar a La Liga el 24 d'agost, jugant de titular com a migcapista defensiu en una derrota per 0–3 a fora contra el FC Barcelona.

## Vida personal
El germà gran de José Ángel, Jorge, també és futbolista, un migcampista, que es va formar a Salamanca.